# Corpo das Capitanias dos Portos - Guarda Costeira
O Corpo das Capitanias dos Portos - Guarda Costeira (em italiano: Corpo delle capitanerie di porto - Guardia Costiera, abreviação: CP; em inglês: Italian Coast Guard, abreviação: ITCG) é uma das cinco Corpos da Marinha militar italiana.

## Estrutura organizacional
Esta é a estrutura das Capitanias dos Portos:
- 1 MARICOGECAP - Comando geral das Capitanias dos Portos - Comando generale; asume las funciones de "Italian Maritime Rescue Coordination Centre" (IMRCC)
- 15 DIREZIOMARE - Direcçãos marítimas, dos quais muitos dependem Comando Operacional da Área Marítima - Direzioni marittime (MRSC)
- 55 COMPAMARE - Capitanias dos portos - Compartimenti marittimi/Capitanerie di porto
- 51 CIRCOMARE - Escritórios das circunscrições marítimas - Uffici circondariali marittimi
- 126 LOCAMARE - Escritórios locales marítimas - Uffici locali marittimi
- 61 DELEMARE - Delegações da praia - Delegazioni di spiaggia